# Sabre
SABRE es un sistema operativo de procesamiento en tiempo real (RT TPOS) centralizado, desarrollado por American Airlines e IBM.

## Historia
SABRE nace de la idea de crear un sistema completo de reservas disponibles en cualquier localización de American Airlines, en alianza con IBM. En 1960 SABRE se instala en dos computadoras IBM 7090, lo más moderno de la época, procesando 84,000 llamadas telefónicas al día. La programación final del sistema SABRE se termina de hacer en 1964 y la red de telecomunicaciones del sistema se extiende de costa a costa en los Estados Unidos.
En 1976 se instala la primera pantalla de SABRE en una agencia de viajes. Para 1980 SABRE se había instalado en más de 1,000 agencias de viajes. Hoy en día SABRE está presente en más de 66,000 agencias de viajes en alrededor de 113 países

## Contexto
Este sistema operativo corre en un servidor central y es accedido desde terminales de usuario que no cuentan más que con un bios primitivo, un monitor monocromático, un teclado y un par de puertos serie para comunicarse con una impresora y un MODEM; el sistema no cuenta con medios de acceso extraíbles ya que en el momento de ser diseñadas no había medios extraíbles que pudieran integrarse en una terminal personal por su tamaño y costo.
Cuenta la historia que en un vuelo a mediados de la década de 1950, C. R. Smith, quien era en aquellos momentos presidente de American Airlines, viajó sentado al lado de un representante de ventas de IBM, de nombre Blair Smith, y una conversación trivial debida a la coincidencia en sus apellidos los llevó rápidamente a hablar de negocios y antes de finalizar el vuelo Blair Smith dice a C. R. Smith que IBM podría solucionar muchos de los problemas de su compañía. Un mes después IBM hace a American una propuesta para realizar un estudio del sistema de trabajo de la compañía y así encontrar las principales deficiencias del mismo.
En 1957 IBM y American Airlines firman un acuerdo formal y con un equipo conjunto de 75 personas inician "SABER Project" (Semi Automatic Business Environment Research). En marzo de 1959 terminan la versión preliminar del programa (beta) para que trabajara en un sistema IBM 7090.
La versión final es puesta en marcha en 1962 con un costo reportado de USD$30 000 000, con el nombre definitivo de SABRE y trabajando sobre dos supercomputadoras IBM 7090 en Briarcliff Manor, New York.
En 1972, en plena guerra fría, Sabre es trasladado a una instalación subterránea en Tulsa, Oklahoma, y es actualizado al nuevo sistema IBM 360 en un proceso sin precedentes que únicamente dejó a Sabre fuera de línea 15 minutos.
Inicialmente Sabre fue diseñado para su uso exclusivo por American Airlines. Posteriormente fue vendido a otras aerolíneas, agencias de viajes, de alquiler de coches y hoteles.
Con el paso de los años los servidores de Sabre fueron avanzando al cambio de la tecnología, pero como todas la mejoras se daban en el servidor central podían ser accedidas desde las terminales IBM e ICOT originales de los años 1960.
En 1996 AMR Corp. termina el proceso de segregación de The Sabre Group y coloca exitosamente el 18% de las acciones de la nueva compañía.
Al pasar los años Sabre fue implementado en terminales modernas basadas en IBM OS/2 y OS/2 Warp corriendo un emulador. Finalmente y a principios de la década del 2000, las terminales ICOT e IBM que American Airlines tenía funcionando a lo ancho del mundo fueron substituidas con ordenadores basados en Windows corriendo un emulador de Sabre con funcionalidad completa llamado SABRE View.....

## Legado de SABRE
SABRE Project produjo una revolución tanto en sistemas de cómputo como en el sistema de trabajo de las grandes corporaciones.
Sabre fue uno de los primeros sistemas en utilizar el IBM 1311 Disk Storage Drive, que fue la primera unidad de almacenamiento de datos extraíble y tenía una capacidad de almacenamiento de datos de 2MB sin formatear, tecnología que una década después llevaría al IBM floppy disk o disquete.
Fue la primera gran red de cómputo no militar, la más grande red WAN del mundo hasta mediados de los años 1980, cuando se populariza Internet.
SABRE no sólo cambió la computación y las redes de cómputo sino que también acercó las empresas a las computadoras gracias a su gran versatilidad que le permitió pasar, de inicialmente manejar sólo la venta de billetes y reservas, a poder manejar una base de datos de pasajeros con historial de los mismos, información del clima, inventarios diversos, un registro de entrenamientos de los empleados que incluía un sistema de entrenamiento asistido por computadora llamado SAI y un entorno de despacho que permitió grandes ahorros evitando la necesidad de tener un despachador por cada vuelo en cada avión de American Airlines en el mundo, reduciendo el grupo de despachadores concentrados en un solo sitio, enviando instrucciones a toda la red, e incluso la posibilidad de ejecutar operaciones aritméticas sencillas para auxiliar a los agentes de billetes a hacer cálculos como conversión de divisas.
Basado en Sabre, IBM posteriormente (1959) desarrolló un sistema operativo en tiempo real para venderlo a otras aerolíneas llamado ACP (Airlines Control Program).
El aporte de SABRE como globalizador hoy en día resulta uno de los mejores globalizadores de reservas dentro de las agencias, así como uno de los más utilizados para la enseñanza en centro educativos de turismo. Sin embargo hoy se han desarrollado otros sistemas como Apolllo, Amadeus, entre otros.